# Dziecko wojny

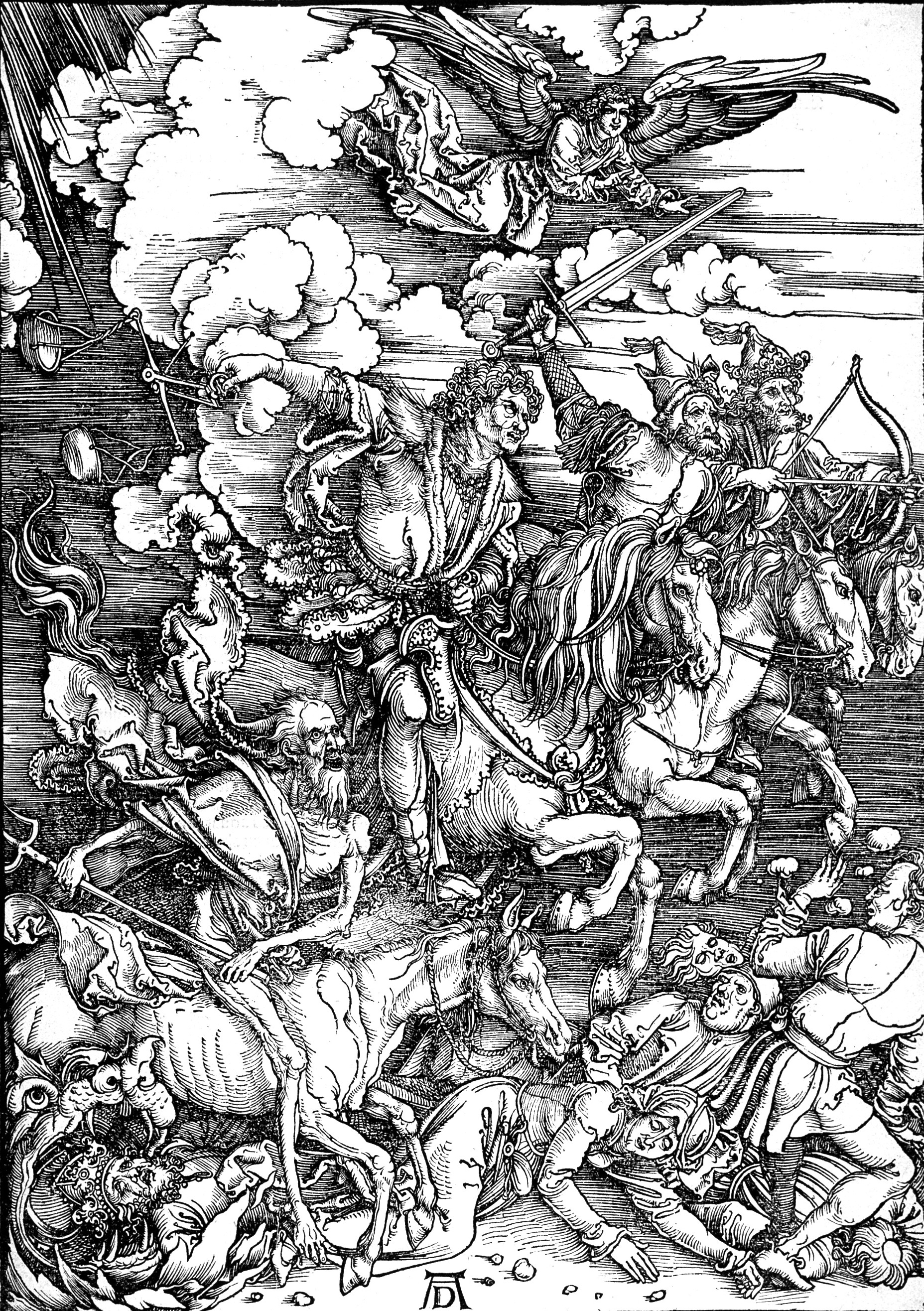
Jeźdźcy Apokalipsy Dürera, w których Iwan rozpoznaje napotkanych żołnierzy niemieckich.

Dziecko wojny (ros. Иваново детство) – radziecki dramat wojenny i psychologiczny z 1962 roku, pełnometrażowy debiut reżyserski Andrieja Tarkowskiego. Premiera filmu miała miejsce 11 kwietnia 1962.

## Tytuł
Film stanowi swobodną adaptację opowiadania Władimira Bogomołowa Iwan o dziecku-zwiadowcy podczas II wojny światowej. Producent sowiecki narzucił Tarkowskiemu tytuł Dzieciństwo Iwana (oryg. Иваново детство), który reżyser przyjął.
W dystrybucji kinowej w Polsce film wyświetlano pod arbitralnie sformułowanym i pompatycznym tytułem Dziecko wojny, niezgodnym z tytulaturą autorską. W polskich pracach filmoznawczych o Tarkowskim ten nieautorski tytuł bywa bezrefleksyjnie i błędnie powtarzany.

## Fabuła, styl, znaczenia
Akcja toczy się podczas II wojny światowej, już po wybuchu wojny niemiecko-sowieckiej. 12-letni Iwan utracił na wojnie rodziców, jego wioska została zniszczona. Służy teraz w armii jako zwiadowca. Powraca z wyprawy za linię frontu, jednak ginie.
Wraz ze swym kolegą ze studiów w moskiewskim WGiK, operatorem Wadimem Jusowem, Tarkowski zrealizowal film równocześnie realistyczny i poetycki. Perfekcyjna od strony psychologicznej gra młodziutkiego Koli Burlajewa (po latach Nikołaj Burlajew będzie cenionym aktorem profesjonalnym), wysmakowane i "malarsko" (mimo czarno-białej taśmy) komponowane kadry, wizjonerski pejzaż (słynny "taniec brzóz"), liczne zbliżenia (z wykorzystaniem dramatycznego wyrazu twarzy, lub tylko oczu, chłopca), rozświetlone i onirycznie ujęte sceny reminiscencji (wspomnień Iwana z niedawnego szczęścia, obrazów matki) – układają się w skupione, najdalsze od patosu (dlatego tak niefortunny był tytuł filmu w polskich kinach), studium nieodwracalnych spustoszeń duchowych, jakie niesie wojna. Iwan, choć to jeszcze dziecko, jest już wypalony wewnętrznie, ogołocony z radosci egzystencji, pełen nienawiści, przypomina bohaterów Dostojewskiego (i tak go pojmuje reżyser), jest martwy duchowo, nim umrze fizycznie. W ten sposób Tarkowski dotyka dwóch, zawsze obecnych w jego filmach, tematów: duchowości oraz zła.
Po triumfalnej premierze światowej na 23. MFF w Wenecji, gdzie obraz zdobył nagrodę główną Złotego Lwa, uznano go powszechnie za arcydzieło kina antywojennego.

## Obsada
- Nikołaj Burlajew – rola tytułowa: 12-letni Iwan
- Jewgienij Żarikow – porucznik Galcew
- Nikołaj Grińko – pułkownik Griaznow
- Stiepan Kryło – kapitan Katasonow
- Dmitrij Milutienko – stary człowiek
- Irma Rausz – matka Iwana
- Walentina Malawina – Masza
- Walentin Zubkow – kapitan Cholin

i inni.